# Place Monge (metropolitana di Parigi)
Place Monge è una stazione della Metropolitana di Parigi sulla linea 7, sita nel V arrondissement.

## La stazione
Venne inaugurata il 15 febbraio 1930, in occasione del prolungamento della linea 10 fino a place d'Italie. successivamente vi venne istradata la linea 7.

### Storia
La place Monge, sotto la quale si trova la stazione, deve il suo nome a Gaspard Monge (1746-1818) matematico francese, che consentì la fondazione de l'École normale supérieure e fondò l'École polytechnique.
La stazione è situata nel centro del V arrondissement, e dispone di due accessi di cui uno fornito di scala mobile.
Il Jardin des Plantes e l'arènes de Lutèce sono ubicate nei pressi della stazione.

## Interconnessioni
- Bus RATP - 47
- Noctilien - N15, N22